# Margattea lateralis
Margattea lateralis är en kackerlacksart som beskrevs av Karlis Princis 1963. Margattea lateralis ingår i släktet Margattea och familjen småkackerlackor. Inga underarter finns listade i Catalogue of Life.